# Rhodostrophia dispar
Rhodostrophia dispar là một loài bướm đêm trong họ Geometridae.